# نظریه تضاد اجتماعی
نظریه تضاد اجتماعی (به انگلیسی: Social Conflict Theory) یک نظریه اجتماعی بر مبنای مارکسیسم است که استدلال می‌کند افراد و گروه‌ها (طبقات اجتماعی) در جامعه بیش از اجماع، بر اساس تضاد تعامل دارند. از راه اشکال مختلف تضاد، گروه‌ها تمایل به دستیابی به مقادیر مختلف منابع مادی و غیرمادی (به عنوان مثال ثروتمندان در مقابل فقرا) دارند. گروه‌های قدرتمندتر تمایل به استفاده از قدرت خود برای حفظ قدرت و بهره‌برداری از گروه‌های دارای قدرت کمتری دارند.

نظریه‌پردازان تضاد، تضاد را به عنوان موتور تغییر می‌دانند زیرا تعارض باعث ایجاد تضادهایی می‌شود که گاهی برطرف می‌شوند و تضادها و تعارض‌های جدیدی را در دیالکتیک مداوم ایجاد می‌کنند. در مثال کلاسیک ماتریالیسم تاریخی، کارل مارکس و فریدریش انگلس استدلال کردند که تمام تاریخ بشر نتیجه تضاد بین طبقات است که با گذشت زمان مطابق با تغییر در ابزارهای جامعه برای تأمین نیازهای مادی آن یعنی تغییر در شیوه جامعه تولید تکامل یافت.

## مثال (نمونه موارد زیر)
مناسبات مالک یک مجتمع مسکونی و یک مستأجر در همان مجتمع مسکونی را در نظر بگیرید. یک نظریه‌پرداز وفاق ممکن است پیشنهاد کند که رابطه بین مالک و مستأجر بر اساس سود متقابل است. در مقابل، یک نظریه‌پرداز تضاد ممکن است استدلال کند که این رابطه مبتنی بر تضادی است که در آن مالک و مستأجر علیه یکدیگر مبارزه می‌کنند. رابطه آنها با تعادل در توانایی‌های آنها برای استخراج منابع از یکدیگر تعریف می‌شود. به عنوان مثال: پرداخت اجاره یا مکانی برای زندگی. مرزهای مناسبات در جایی تعیین می‌شوند که هر یک بیشترین مقدار ممکن را از منابع دیگر استخراج کنند.

تضاد می‌تواند اشکال مختلفی داشته باشد و تضاد مبارزه بر سر انواع مختلف منابع، از جمله وضعیت باشد. با این حال، نظریه تضاد رسمی مبانی خود را در تجزیه و تحلیل تضاد طبقاتی ارائه داد و مثال مالک و مستأجر را می‌توان از نظر تضاد طبقاتی درک کرد. در تضاد طبقاتی، مالکان احتمالاً دارای مزایای نسبی نسبت به غیرمالکین هستند. به عنوان مثال، نظام حقوقی زمینه روابط بین مالک و مستأجر می‌تواند به نفع مالک مغرضانه عمل کند. فرض کنید مالک بخواهد پس از انتقال مستأجر از محل سکونت مالک، سپرده تأمین مستأجر را پس ندهد. در نظام‌های حقوقی مبتنی بر قوانین رایج انگلستان، مالک فقط ملزم است که به مستأجر اطلاع دهد، وثیقه مسکن را پس می‌دهد. برای بازپسگیری ودیعه وثیقه، مستأجر باید شکایت کند. مستأجر بار اثبات را به دوش می‌کشد و بنابراین باید ثابت کند که محل اقامت پیش از نقل مکان به اندازه کافی تمیز شده‌است. این می‌تواند یک کار بسیار دشوار یا حتی غیرممکن باشد.

به‌طور خلاصه در این نمونه، نظریه‌پردازان تضاد مناسبات بین مالک و مستأجر را اساساً بر اساس تضاد و نه هماهنگی می‌دانند. حتی اگر روابط مالک و مستأجر اغلب ممکن است هماهنگ به نظر برسد، هر گونه هماهنگی مشهود فقط محصولی از قانون و سایر عناصر روبنایی است که مناسبات را محدود می‌کند و خود محصول یک تضاد حتی عمیق‌تر، تضاد طبقاتی است. یک نظریه‌پرداز تضاد می‌گوید نظریه تضاد در این شرایط قدرت توضیحی بیشتری نسبت به نظریه وفاق دارد زیرا نظریه وفاق هم نمی‌تواند دعاوی بین مالکان و مستاجران و هم مبانی قانونی مناسبات نامتقارن قدرت بین این دو را توضیح دهد.

## نظریه‌های تضاد اجتماعی
از دیدگاه نظریه‌پردازان تضاد اجتماعی / مارکسیسم، طبقه اجتماعی در پی نابرابری ظهور می‌کند زیرا ساختار اجتماعی چنین جامعه‌ای مبتنی بر تعارض و تضاد است. تناقض در منافع و کشمکش بر سر منابع کمیاب بین گروه‌ها، بر اساس نظریه تضاد اجتماعی، بنیان تضاد اجتماعی در جامعه است (انگلس و مارکس، ۱۸۴۸). اعضا طبقهٔ بالاتر سعی در حفظ امتیازات، قدرت، منزلت و موقعیت اجتماعی خود را دارند، بنابراین سعی می‌کنند بر سیاست، آموزش و سایر نهادها تأثیر بگذارند تا از سرمایه و منابع خود محافظت و حراست کنند. در حالی که اعضا طبقات پایین - در تضاد با طبقه بالا - علایق بسیار متفاوتی دارند. آنها شکل خاصی از سرمایه ندارند که نیاز به محافظت از آن لازم باشد. تمام علاقه آنها دستیابی به منابع و سرمایه‌های طبقه بالاتر است. به عنوان مثال، آموزش: همه تلاش طبقات پایین صرف دستیابی به منابع طبقه بالاتر می‌شود تا شاید نظام‌های آموزشی را آزاد و دموکراتیزه نمایند زیرا تصور می‌شود این اشکال سرمایه برای موفقیت در آینده ارزش دارد. نهادهای مختلف جامعه از جمله نظام حقوقی و سیاسی ابزار سلطه طبقه حاکم هستند و در خدمت منافع آن هستند. مارکس باورمند بود جامعه غربی در چهار دوره اصلی: کمون اولیه، جامعه باستان، فئودالیسم و جامعه سرمایه‌داری پیشرفت می‌کند. کمون اولیه توسط جوامع پیش از تاریخ نشان داده می‌شود و تنها نمونه جامعهٔ بی‌طبقه را ارائه می‌دهد. از آن پس همه جوامع به دو طبقهٔ عمده تقسیم می‌شوند: ارباب و رعیت در جامعهٔ باستان، لُرد و سِرف در جامعهٔ فئودالی و سرمایه‌داران و کارگران مزدی در جامعهٔ سرمایه‌داری.
ماکس وبر طبقه را از نظر اقتصادی می‌بیند. او استدلال می‌کند که طبقات در اقتصاد بازار رشد می‌کنند که در آن افراد برای کسب منافع اقتصادی رقابت می‌کنند. او طبقه‌ای را به عنوان گروهی از افراد تعریف می‌کند که موقعیت مشابهی در اقتصاد بازار دارند و به موجب آن واقعیت پاداش اقتصادی مشابهی را دریافت می‌کنند؛ بنابراین وضعیت طبقاتی یک شخص اساساً وضعیت بازار اوست. کسانی که دارای یک وضعیت طبقاتی مشابه هستند، از شانس‌های مشابه زندگی نیز برخوردار هستند. موقعیت اقتصادی آنها به‌طور مستقیم بر شانس آنها برای به دست آوردن مواردی تأثیر می‌گذارد که در جامعه آنها مطلوب است.